# Milán Matos
Milán Matos León (Guantánamo, 12 de noviembre de 1949 – 16 de marzo de 2018) fue un saltador olímpico y entrenador de atletismo cubano. 

## Biografía
Compitió en el salto de longitud en los Juegos Olímpicos de Múnich 1972 y en Montreal 1976. Su mejor marca fue 7.96 metros en 1975.
Posteriormente, destacó como el entrenador de desarrollo del saltador de longitud Iván Pedroso, a quien empezó a entrenar con catorce años de edad, y lo llevó a conseguir un oro olímpico y nueve títulos mundiales. Otros atletas a los que entrenó fueron Yargelis Savigne (15.28 m en el triple salto), Mabel Gay, (14.67m), Lissete Cuza (6.99 m) o Luis Felipe Melis (8.43m). En total, sus discípulos consiguieron 17 medallas en Mundiales (12 de oro, 4 de plata, 1 de bronce).
Matos se retiró del atletismo y se dedicó a escribir sobre el entrenamiento deportivo así como empezó a coordinar categorías infantiles en La Habana.
Matos falleció el 16 de marzo de 2018 después de una larga batalla contra un cáncer.

## Paerticipaciones
| Año  | Competición                                          | Lugar                               | Posición | Modalidad | Marca  |
| ---- | ---------------------------------------------------- | ----------------------------------- | -------- | --------- | ------ |
| 1971 | Campeonato Centroamericano y del Caribe de Atletismo | Kingston, Jamaica                   | 5.º      | Longitud  | 7.18 m |
| 1972 | Juegos Olímpicos                                     | Múnich, Alemania Occidental         | 27.º     | Longitud  | 7.47 m |
| 1973 | Campeonato Centroamericano y del Caribe de Atletismo | Maracaibo, Venezuela                | 1.º      | Longitud  | 7.68 m |
| 1973 | Universiada                                          | Moscú, Unión Soviética              | 13.º     | Longitud  | 7.24 m |
| 1974 | Campeonato Centroamericano y del Caribe de Atletismo | Santo Domingo, República Dominicana | 2.º      | Longitud  | 7.43 m |
| 1975 | Juegos Panamericanos                                 | México D. F., México                | 4.º      | Longitud  | 7.69 m |
| 1976 | Juegos Olímpicos                                     | Montreal, Canadá                    | 18.º     | Longitud  | 7.57 m |
| 1978 | Campeonato Centroamericano y del Caribe de Atletismo | Medellín, Colombia                  | 2.º      | Longitud  | 7.77 m |